# Гильметт, Жонатан
Жонатан Гильметт (фр. Jonathan Guilmette; род.18 августа 1978 года в  Монреале, провинция Квебек) — канадский конькобежец, специализирующаяся в шорт-треке. Олимпийский чемпион и серебряный призёр Олимпийских игр 2002 года и серебряный призёр Олимпийских игр 2006 года, 4-хкратный чемпион мира.

## Спортивная карьера
Жонатан Гильметт начал заниматься конькобежным спортом в 6 лет в Монреале, где жил и тренировался вместе с Дерриком Кэмпбеллом. В 1995 году он участвовал в юниорском чемпионате мира в Калгари, и выиграл серебро на дистанции 1500 метров, затем в суперфинале золото и в общем зачёте занял 2-е место. На следующий год на юниорском первенстве в Испании был на 500 метров вторым, а на 1500 -третьим, а в многоборье стал 4-м.

## 1997—2001 год
В национальную сборную Жонатан попал в 1997 году в эстафетную команду и на чемпионате мира в Нагое получил серебро. Олимпиаду 1998 года провёл в качестве запасного. В 1999 году впервые участвовал на Кубке мира и занял 36 место в общем зачёте. На чемпионате мира в Чонджу на 500 метров и в эстафете была серебряная медаль, следом 
выиграл золото командного чемпионате мира в Нобеяме и 23-е место на Кубке мира в общем зачёте. В 2002 году в Монреале на дистанции 1500 метров также выиграл серебро и в Милуоки в команде очередную серебряную медаль.

## Олимпиада 2002 год
На Олимпийских играх в Солт-Лейк-Сити Жонатан на 500 метров выиграл серебряную медаль, уступив только своему партнёру по команде  Марку Ганьону. В эстафете одержал победу вместе с  Марком Ганьоном,  Эриком Бедаром, Франсуа-Луи Трамбле, Матье Тюркоттом.

## 2003—2006 год
В сезоне 2002/03 Гильметт на чемпионате мира в Варшаве взял серебро в эстафете и золото в команде на
командном чемпионате мира в Софии. В Кубке мира занял 2-е место в многоборье. В начале 2004 года 
Джонатан занял второе место на дистанции 1500 метров в Гётеборге и был вторым в Санкт-Петербург 2004 на командном чемпионате мира. Потом была травма и на целый год он выбыл из борьбы. После восстановления в конце 2005 года он приступил к полноценным  тренировкам и полностью был готов к Олимпийским играм в Турине, на которых в эстафете выиграл серебряную медаль. В конце марта 2006 года Жонатан наконец выиграл в эстафете золотую медаль на чемпионат мира в Миннеаполисе и следом в апреле на командном чемпионате мира в Монреале стал вторым с командой. После этого он завершил карьеру. 

## Карьера тренера
После карьеры спортсмена Жонатан работал главным тренером в Канадском региональном тренировочном центре по шорт-треку (CRCE), расположенного в Монреале. В 2014 году его сменил на посту  Марк Ганьон, а сам отправился тренировать национальную сборную Японии по шорт-треку.После Олимпиады 2018 года он вернулся в Канаду на должность менеджера высокоэффективной программы шорт-трека в Калгари.